# Freestyleskiën op de Olympische Winterspelen 2010 - Ski cross mannen
De Ski cross voor mannen tijdens de Olympische Winterspelen 2010 vond plaats op maandag 21 februari in Cypress Mountain. Het onderdeel ski cross maakte zijn debuut op de Olympische Spelen.

## Uitslagen

### Kwalificatie
| #  | Bib | Naam                  | Land             | Tijd    | Opm. |
| -- | --- | --------------------- | ---------------- | ------- | ---- |
| 1  | 4   | Michael Schmid        | Zwitserland      | 1:12.53 | Q    |
| 2  | 6   | Christopher Del Bosco | Canada           | 1:12.89 | Q    |
| 3  | 13  | Xavier Kuhn           | Frankrijk        | 1:12.91 | Q    |
| 4  | 5   | Andreas Matt          | Oostenrijk       | 1:13.13 | Q    |
| 5  | 14  | Audun Grønvold        | Noorwegen        | 1:13.23 | Q    |
| 6  | 2   | Thomas Zangerl        | Oostenrijk       | 1:13.44 | Q    |
| 7  | 31  | Filip Flisar          | Slovenië         | 1:13.46 | Q    |
| 8  | 1   | Simon Stickl          | Duitsland        | 1:13.49 | Q    |
| 9  | 27  | Errol Kerr            | Jamaica          | 1:13.71 | Q    |
| 10 | 11  | Stanley Hayer         | Canada           | 1:13.74 | Q    |
| 11 | 7   | Tomáš Kraus           | Tsjechië         | 1:13.75 | Q    |
| 12 | 33  | Scott Kneller         | Australië        | 1:13.85 | Q    |
| 13 | 20  | Enak Gavaggio         | Frankrijk        | 1:13.90 | Q    |
| 14 | 17  | Sylvain Miaillier     | Frankrijk        | 1:13.91 | Q    |
| 14 | 16  | Conradign Netzer      | Zwitserland      | 1:13.91 | Q    |
| 16 | 8   | Ted Piccard           | Frankrijk        | 1:14.10 | Q    |
| 17 | 29  | Anders Rekdal         | Noorwegen        | 1:14.17 | Q    |
| 18 | 12  | Casey Puckett         | Verenigde Staten | 1:14.35 | Q    |
| 19 | 9   | Lars Lewen            | Zweden           | 1:14.44 | Q    |
| 20 | 25  | Egor Korotkov         | Rusland          | 1:14.54 | Q    |
| 21 | 32  | Michael Forslund      | Zweden           | 1:14.66 | Q    |
| 21 | 23  | Juha Haukkala         | Finland          | 1:14.66 | Q    |
| 23 | 22  | Tommy Eliasson        | Zweden           | 1:14.73 | Q    |
| 24 | 15  | Daron Rahlves         | Verenigde Staten | 1:14.91 | Q    |
| 25 | 10  | Davey Barr            | Canada           | 1:14.98 | Q    |
| 26 | 21  | Hiroomi Takizawa      | Japan            | 1:15.03 | Q    |
| 27 | 19  | Richard Spalinger     | Zwitserland      | 1:15.12 | Q    |
| 28 | 18  | Patrick Koller        | Oostenrijk       | 1:15.22 | Q    |
| 29 | 24  | Martin Fiala          | Duitsland        | 1:15.88 | Q    |
| 30 | 26  | Markus Wittner        | Oostenrijk       | 1:15.91 | Q    |
| 31 | 3   | Beni Hofer            | Zwitserland      | 1:16.18 | Q    |
| 32 | 30  | Eric Iljans           | Zweden           | 1:16.34 | Q    |
| 33 | 28  | Zdeněk Šafář          | Tsjechië         | DNF     |      |

### Knockoutronde

#### Achtste finales
De beste 32 skiërs uit de kwalificatie kwalificeerden zich voor de knockoutronde. Vanaf hier ging het toernooi verder met viermans knockout races, de eerste twee gingen telkens door naar de volgende ronde.
Heat 1
| # | Bib | Naam           | Land | Opm. |
| - | --- | -------------- | ---- | ---- |
| 1 | 1   | Michael Schmid | SUI  | Q    |
| 2 | 32  | Eric Iljans    | SWE  | Q    |
| 3 | 24  | Daron Rahlves  | USA  |      |
| 4 | 16  | Ted Piccard    | FRA  | DNF  |

Heat 2
| # | Bib | Naam          | Land | Opm. |
| - | --- | ------------- | ---- | ---- |
| 1 | 9   | Errol Kerr    | JAM  | Q    |
| 2 | 25  | Davey Barr    | CAN  | Q    |
| 3 | 8   | Simon Stickl  | GER  |      |
| 4 | 17  | Anders Rekdal | NOR  | DNF  |

Heat 3
| # | Bib | Naam              | Land | Opm. |
| - | --- | ----------------- | ---- | ---- |
| 1 | 11  | Tomáš Kraus       | CZE  | Q    |
| 2 | 27  | Richard Spalinger | SUI  | Q    |
| 3 | 6   | Thomas Zangerl    | AUT  |      |
| 4 | 19  | Lars Lewen        | SWE  |      |

Heat 4
| # | Bib | Naam             | Land | Opm. |
| - | --- | ---------------- | ---- | ---- |
| 1 | 13  | Enak Gavaggio    | FRA  | Q    |
| 2 | 4   | Andreas Matt     | AUT  | Q    |
| 3 | 29  | Martin Fiala     | GER  |      |
| 4 | 21  | Michael Forslund | SWE  |      |

Heat 5
| # | Bib | Naam              | Land | Opm. |
| - | --- | ----------------- | ---- | ---- |
| 1 | 14  | Sylvain Miaillier | FRA  | Q    |
| 2 | 30  | Markus Wittner    | AUT  | Q    |
| 3 | 22  | Juha Haukkala     | FIN  |      |
| 4 | 3   | Xavier Kuhn       | FRA  | DNF  |

Heat 6
| # | Bib | Naam           | Land | Opm. |
| - | --- | -------------- | ---- | ---- |
| 1 | 5   | Audun Grønvold | NOR  | Q    |
| 2 | 12  | Scott Kneller  | AUS  | Q    |
| 3 | 20  | Egor Korotkov  | RUS  |      |
| 4 | 28  | Patrick Koller | AUT  |      |

Heat 7
| # | Bib | Naam             | Land | Opm. |
| - | --- | ---------------- | ---- | ---- |
| 1 | 7   | Filip Flisar     | SLO  | Q    |
| 2 | 10  | Stanley Hayer    | CAN  | Q    |
| 3 | 26  | Hiroomi Takizawa | JPN  |      |
| 4 | 18  | Casey Puckett    | USA  |      |

Heat 8
| # | Bib | Naam                  | Land | Opm. |
| - | --- | --------------------- | ---- | ---- |
| 1 | 2   | Christopher Del Bosco | CAN  | Q    |
| 2 | 23  | Tommy Eliasson        | SWE  | Q    |
| 3 | 15  | Conradign Netzer      | SUI  |      |
| 4 | 31  | Beni Hofer            | SUI  |      |

#### Kwartfinales
Heat 1
| # | Bib | Naam           | Land | Opm. |
| - | --- | -------------- | ---- | ---- |
| 1 | 1   | Michael Schmid | SUI  | Q    |
| 2 | 25  | Davey Barr     | CAN  | Q    |
| 3 | 9   | Errol Kerr     | JAM  |      |
| 4 | 32  | Eric Iljans    | SWE  |      |

Heat 2
| # | Bib | Naam              | Land | Opm. |
| - | --- | ----------------- | ---- | ---- |
| 1 | 13  | Enak Gavaggio     | FRA  | Q    |
| 2 | 4   | Andreas Matt      | AUT  | Q    |
| 3 | 11  | Tomáš Kraus       | CZE  |      |
| 4 | 27  | Richard Spalinger | SUI  |      |

Heat 3
| # | Bib | Naam              | Land | Opm. |
| - | --- | ----------------- | ---- | ---- |
| 1 | 5   | Audun Grønvold    | NOR  | Q    |
| 2 | 12  | Scott Kneller     | AUS  | Q    |
| 3 | 14  | Sylvain Miaillier | FRA  |      |
| 4 | 30  | Markus Wittner    | AUT  |      |

Heat 4
| # | Bib | Naam                  | Land | Opm. |
| - | --- | --------------------- | ---- | ---- |
| 1 | 2   | Christopher Del Bosco | CAN  | Q    |
| 2 | 7   | Filip Flisar          | SLO  | Q    |
| 3 | 23  | Tommy Eliasson        | SWE  |      |
| 4 | 10  | Stanley Hayer         | CAN  |      |

#### Halve finales
Heat 1
| # | Bib | Naam           | Land | Opm. |
| - | --- | -------------- | ---- | ---- |
| 1 | 1   | Michael Schmid | SUI  | Q    |
| 2 | 4   | Andreas Matt   | AUT  | Q    |
| 3 | 25  | Davey Barr     | CAN  |      |
| 4 | 13  | Enak Gavaggio  | FRA  |      |

Heat 2
| # | Bib | Naam                  | Land | Opm. |
| - | --- | --------------------- | ---- | ---- |
| 1 | 5   | Audun Grønvold        | NOR  | Q    |
| 2 | 2   | Christopher Del Bosco | CAN  | Q    |
| 3 | 12  | Scott Kneller         | AUS  |      |
| 4 | 7   | Filip Flisar          | SLO  |      |

#### Finales
Grote finale
| #      | Bib | Naam                  | Land | Opm. |
| ------ | --- | --------------------- | ---- | ---- |
| Goud   | 1   | Michael Schmid        | SUI  |      |
| Zilver | 4   | Andreas Matt          | AUT  |      |
| Brons  | 5   | Audun Grønvold        | NOR  |      |
| 4      | 2   | Christopher Del Bosco | CAN  | DNF  |

Kleine finale
| # | Bib | Naam          | Land | Opm. |
| - | --- | ------------- | ---- | ---- |
| 5 | 13  | Enak Gavaggio | FRA  |      |
| 6 | 25  | Davey Barr    | CAN  |      |
| 7 | 12  | Scott Kneller | AUS  |      |
| 8 | 7   | Filip Flisar  | SLO  | DNF  |